# Alvear (Santa Fe)
Alvear (en desuso Estación Alvear, Pueblo Alvear) es una comuna del departamento Rosario, en la provincia de Santa Fe (Argentina).
Se encuentra 14 km al sur de la cabecera departamental Rosario y a 184 km al sur de la capital provincial Santa Fe. Está en proceso de conurbación con el Gran Rosario.
Esta localidad es también conocida por albergar la fábrica de automóviles que General Motors posee en Argentina. En esta filial, se produce el Chevrolet Cruze, habiéndose producido también los modelos Chevrolet Corsa Classic, Chevrolet Agile, Corsa II y Suzuki Grand Vitara.
Actualmente es una base operativa de medios aéreos del Plan Nacional de Manejo del Fuego.

## Historia
Alvear recibe el nombre del que fuera originariamente propietario de esas tierras: el Dr. Diego de Alvear.
Sobre la ribera del río Paraná se encuentran las ruinas de la que fuera residencia de Alvear, que según el historiador Diego Abad de Santillán, fueron testigo y escenario de muchos episodios de la historia política del país.
En aquella casona pasó su infancia Marcelo T. de Alvear, sobrino del propietario, que más tarde llegaría a ser presidente de la Nación. Y en ella se albergaron ―en sus andanzas electorales― el general Julio Argentino Roca (presidente de la República y responsable de la Conquista del Desierto) y Lucio V. Mansilla. También se alojó en ella siendo candidato a la presidencia, el Dr. Nicolás Avellaneda (quien obtuvo el puesto con elecciones fraudulentas). En sus jardines se llevó a cabo el banquete con que la elite rosarina agasajó al político.
La vieja casona fue abandonada en 1887, poco después de la muerte de Diego de Alvear.
No puede calcularse con exactitud cuándo empezaron a afincarse los primeros pobladores de lo que es hoy el Pueblo de Alvear; pero esto empezó por lo que es hoy la Sección 2.ª (el Barrio Las Ranas), y es lógico suponer que su inicio debió ser simultáneo con la construcción de la Estación Alvear, la que se inauguró en el año 1886.
Tampoco se sabe si los pobladores ―casi todos italianos― fueron inmigrantes recién llegados al país, o simplemente procedentes de Monte Flores, colonia muy anterior al Pueblo Alvear.
La historia de los pueblos que están al sur de Rosario, fueron testigo de importantes acontecimientos de la Historia argentina. Por esta zona transitaron las tropas del general José de San Martín y de Manuel Belgrano. También los ingenieros revisaron cada hectárea para la ubicación de la línea telegráfica que uniría Rosario con Buenos Aires.
En 1886, Alvear tuvo la primera gran Estación de la región, antes que la localidad de General Lagos, la primera en importancia después de Rosario en el trayecto hacia Buenos Aires.

## La traza del Pueblo de Alvear
El 17 de junio de 1915, el agrimensor Leslie G. Barnett, por sí, y como apoderado de los señores Keenam C. Leobard Newland y Alejandro D. Grant, propietarios del solar, por compra que efectuaran a la señora Carmen Alvear de Chistophersen, y donde ya se había procedido a efectuar un loteo que fuera vendido por la firma R. Couzier y Cia., se presentan ante el Superior Gobierno de la Provincia y solicitan la aprobación del trazado del Pueblo Alvear; donando una manzana de tierra con destino a una plaza pública (hoy plaza San Martín), un terreno para una escuela provincial, las calles resultantes trazadas. El 11 de agosto de 1915 fue aprobado por resolución del gobernador de la provincia de Santa Fe, el nicoleño Manuel Menchaca (1876-1969).

## Organización administrativa
Dos años después, el 19 de noviembre de 1917, a solicitud de los vecinos se crea por decreto la Comisión de Fomento, y se delimita la jurisdicción, y el 4 de diciembre de 1917 se designan los tres miembros bajo la presidencia del señor Erasmo Viva. Esta Comisión tenía carácter provisorio, a los fines de organizar la comuna y llamar a elecciones conforme a lo determinado por la Ley 1780 (que solo permitía elegir a los terratenientes más ricos).
El 5 de enero de 1920 se hicieron cargo de la comuna los electos (solo los «mayores contribuyentes»): Pedro Adalio (presidente), Ángel Bernini (vicepresidente) y Carlos Careaga (tesorero).

## Residencia de Diego de Alvear en la actualidad
En los años 1930, la casa de Diego de Alvear fue modificada cuando la familia Astengo compró la propiedad. Actualmente, la casa se encuentra dentro del predio del puerto de la empresa Cargill.
En 2008, la Comuna de Alvear autorizó la construcción del astillero Ultrapetrol SA, esta empresa demolió una parte del casco de la estancia. En el año 2010, la Comuna ―junto con la Secretaría de Medio Ambiente― obligaron a la empresa Cargill a reconstruir lo que había destruido y a proteger esta área histórica fundamental para pueblo Alvear.
Debajo del casco de la estancia existe un túnel que recorre la barranca y llega hasta la comisaría de Pueblo Esther.[cita requerida]
Por ese medio, en los siglos XVIII y XIX se traficaban esclavos, bebidas alcohólicas y armas.[cita requerida]
En el suplemento «Zona Sur» del diario rosarino La Capital[cita requerida] se publicó que la casa había sido arrasada por el río, que regularmente hace caer partes de la barranca.

## El lateral derecho de Cambaceres y su paso por la Comuna de Alvear (1917-1920)
Tomás Tettamanti fue vicepresidente de la Comisión de Fomento de Villa Gobernador Gálvez, dos períodos acompañando al titular: José Costa, desde al 3 de enero de 1916 hasta fines del año 1919. Era miembro de la “Liga del Sur”, partido político que se imponía en las elecciones en esos años en Villa Gobernador Gálvez.
Entre el 9 de mayo y el 27 de diciembre de 1917 fue presidente de la Comisión, por renuncia de José Costa. se desempeñan junto a él; como vicepresidente, Erasmo Viva y como tesorero Domingo Paladini. No se disponía de fondos para atender todas las necesidades y prácticamente no se recaudaba en concepto de impuestos. Se debió suspender la provisión de medicamentos gratuitos, aunque se le siguió pagando al médico de la comuna, Dr. Ambrosio Mac, para que siguiera prestando atención médica a los enfermos.
Había urgencia en atender los caminos vecinales: hacia Alvear, hasta el Arroyo Frías; el camino del Pobre Diablo y el del Molino Blanco, con sus puentes en deterioro continuo por las frecuentes inundaciones. El elemento de trabajo era de tracción a sangre y no había vehículos motorizados.
La Comisión de Fomento, el 3 de noviembre de 1917 recibe una comunicación del Jefe Político de Rosario, en la que solicita la conformidad o los inconvenientes que puede tener la creación de la nueva Comisión de Alvear, con los límites que constaban en la nota. Los miembros integrantes someten a votación esta presentación: Tomás Tettamanti vota por la negativa, Erasmo Viva y Domingo Paladini votan por la afirmativa. Se manifiesta al peticionario la resolución favorable que resultó por simple mayoría para la creación de la Comisión de Alvear. El trazado de la colonia antes citada, solicitado por Leslie G. de Barnett, Keenan G. Leonard Neuland y Alejandro Grant, propietarios de la zona, había sido aprobado el 11 de agosto de 1915, pero carecía de Comisión de Fomento. Se crea esta, por decreto del Superior Gobierno de la Provincia, el 19 de noviembre de 1917 y su primer presidente es Erasmo Viva. En la última reunión de la Comisión de Fomento de Villa Gobernador Gálvez, el 27 de diciembre de 1917, solo estaban presentes Tomás Tettamanti y Erasmo Viva. El tesorero Domingo Paladini se había separado del cuerpo ejecutivo. Como última medida de gobierno deciden el traslado de la comuna desde el local donde funcionaba; Casa que se alquilaba a Samuel Paladini, al local, propiedad de Antonio Angaroni, frente a la Estación Coronel Aguirre. Tomás Tettamanti luego fue presidente de la Comisión de Alvear.

## Delegados y presidentes comunales de Alvear
- Erasmo Viva (1917-1920)
- Pedro Adalio (1920-1922)
- Tomas Tettamanti (1922-1924) / (1928-1929)
- Ángel Bernini (1924-1928) / (1930-1935)
- Antonio Burini (1935-1945)de facto
- Luis Spadoni (1946-1947)
- Emilio Massagli (1948-1952)
- Amadeo Frassi (1952-1955)
- José Careaga (1955-1958)de facto
- Pedro Careaga (1958-1960)
- Rómulo R. D. Montagni (1960-1965) / (1976-1983 de facto)
- Nemesio Rodríguez (marzo a septiembre de 1976)
- Juan A. Civarolo (1965-de facto 1976 y 1983-1987)
- Miguel A. Tabares (1987-1989)
- Oscar Montagni (1989-2009)
- Carlos Pighin (2009-2017)
- Leandro Tabares (2017-2021)
- Carlos Pighin (2021-Actualidad)

## Estación de Alvear
La Estación Alvear, inaugurada en febrero de 1886, fue una de las estaciones más importantes de la línea de ferrocarril que une Rosario con Buenos Aires. El propietario de las tierras en donde se construyó la estación le puso su propio nombre a la estación.

## Colonia Hogar «Enrique Astengo»
Inaugurada en el año 1939. Detrás del pabellón existía una línea de eucaliptos, que estaban a la vera del acceso a Alvear. El hogar fue para la época una de las obras más importantes y trascendentes de la región.

## Club de Planeadores Rosario
Institución civil fundada en 1942, ubicada en territorio de la Fuerza Aérea, entre la ruta 21 y el río Paraná. La torre del tanque de agua es un punto de referencia de la localidad de Alvear. En 1982 se tiraron abajo la galería de eucaliptos centenarios que cubrían el viejo acceso a la estancia de Alvear.

## Parajes y Barrios
- Barrio industrial
- Los Troncales
- Arbilla 1
- Arbilla 2
- Campos del Oeste
- Las Carolinas
- Terraplén
- tierra de sueños Alvear
- Ánfora
- Eco pueblo
- Estación Alvear
- General motor
- La Rana
- La apuñalada
- Monte flores
- Santa Susana
- Villa Mercedes
- Bajo Paraná

## Geografía

### Clima
Su clima es húmedo y templado en la mayor parte del año. Se lo clasifica como clima templado pampeano, es decir que las cuatro estaciones están medianamente definidas.
Hay una temporada calurosa desde octubre a abril (de 18 °C a 36 °C) y una fría entre principios de junio y la primera mitad de agosto (con mínimas en promedio de 5 °C y máximas promedio de 16 °C), oscilando las temperaturas promedio anuales entre los 10 °C (mínima) y los 23 °C (máxima). Llueve más en verano que en invierno, con un volumen de precipitaciones total de entre 800 y 1300 mm al año (según el hemiciclo climático: húmedo "1870 a 1920" y "1973 a 2020"; seco "1920" a 1973").
Casi no existen (de baja frecuencia) fenómenos climáticos extremos en Alvear: vientos extremos, nieve, hidrometeoros severos. La nieve es un fenómeno excepcional; la última nevada fue en 2007, la penúltima en 1973; y la antepenúltima en 1918. El 9 de julio de 2007, nevó en la localidad. 
Un riesgo factible son los tornados y tormentas severas, con un pico de frecuencia entre octubre y abril. Estos fenómenos se generan por los encuentros de una masa húmeda y cálida del norte del país y una fría y seca del sector sur argentino.
Humedad relativa promedio anual: 76 %

### Sismicidad
El último terremoto fue a las 3.20 UTC−3 del 5 de junio de 1888 (véase Terremoto del Río de la Plata de 1888). La región responde a las subfallas «del río Paraná», y «del río de la Plata», y a la falla de «Punta del Este», con sismicidad baja; y su última expresión se produjo hace 137 años, con una magnitud aproximadamente de 5,0 en la escala de Richter.

## Comunicación
- La localidad posee una emisora de FM (frecuencia modulada).

## Red de ferrocarriles
- Estación Alvear, el concesionario Ferrocarril Central Argentino provee transporte de granos, con desvío a la terminal de Embarque "Punta Alvear SA"

## Hidrovía Río Paraná

### Terminal de embarque "Punta Alvear"
- Punta Alvear SA: en el km 406,5 sobre el río Paraná en jurisdicción del Puerto de Rosario está la terminal de carga "Punta Alvear", integrada con "Productos Sudamericanos" y "Emiliana de Exportación". Transporte multivariado a puertos de ultramar.
- Muelle.
  - Entre dolfines extremos: 225 m con dos dolfines más intermedios.
  - Operación: buques de más de 240 m de eslora.
  - Sitio de atraque con profundidad de 32 pies.
  - Embarque a través de una galería con 3 pescantes, trabajando con dos simultáneamente, con 2 cintas de 1000 t/h.
  - Almacenaje: 253 000 t (silos verticales: 100 000 t; tres celdas: 153 000 t).
  - Balanzas: 7 (3 para camiones, 2 para vagones, 2 para embarque).
- Playa de 600 camiones, y 100 camiones más al costado del camino de acceso.
- Acceso vial: RP 21 pavimentada de 2,5 km.
- Rada de buques: frente a Punta Alvear, capacidad: 2 embarcaciones de gran porte. No requiere remolque, sí prácticos.
- Casa central de "Punta Alvear SA": Moreno 955, piso 10, C1091 Buenos Aires; tel 334-2001/04. En Rosario: Corrientes 763, piso 11, Of. 1; S2000 Rosario; tel (041) 254342 y 254343. En Puerto: RP 21, S2126 Punta Alvear; (0402) 99160-99165 y 99170.
- Tonelaje exportado en 2005: 3 996 000 t.

## Red vial
- Rutas de pasajeros: por la RP 21 (antes RN 9), líneas de transporte de pasajeros entre Rosario, San Nicolás de los Arroyos, Pergamino, Buenos Aires, que se detienen en la "Estación de Peaje" (muy cerca de la Comuna, aprox. 15 km de camino rural). Zona urbana cubierta por la "Empresa de Transporte América S.R.L." la cual presenta su recorrido en la localidad hasta la localidad de Pérez provincia de Santa Fe, pasando por Villa Gobernador Gálvez y Rosario
- Ruta Nacional 9: Autopista «Teniente General Juan José Valle» (6 km de extensión en el distrito)
- Rutas provinciales: Ruta A018, ex 178 (3 km); Ruta A012, ex 16 (9 km); Ruta A021, ex 9 (3 km)
- Rutas comunales: camino de acceso y prolongación al puerto (3,3 km)

## Parque Industrial Alvear
En la localidad de Alvear, enclavado estratégicamente en la zona sur del Gran Rosario, este agente dinamizador de los sectores productivos, posee un sistema de fácil y rápida accesibilidad para llegar en minutos al puerto, aeropuerto, al puente Rosario-Victoria, al centro comercial de la ciudad o hacia otros centros urbanos.
La conformación de este entorno es nítidamente favorable, pues dispone de todos los servicios, infraestructura y urbanización.
El Parque Industrial Alvear es una iniciativa de la provincia de Santa Fe, administrada por un consorcio de copropietarios que garantiza la calidad y continuidad del mantenimiento con servicios para el interés común de sus ocupantes.
Su principal misión consiste en proveer la infraestructura necesaria para la promoción e instalación con los estándares internacionales de calidad, para el mejor desarrollo de las actividades respectivas.

## Establecimientos educativos
- Escuela GeneralLas Heras 153 (colegio estatal)
- Escuela Gendarme Argentino 6038 (colegio estatal)
- Escuela Alvear Centenario 606 (colegio estatal)
- Escuela Comercial Alvear 8187 (colegio de gestión privada)
- EMMPA 1310 Bandera Argentina (colegio estatal)

### Miscelánea
En 2011, en Google Maps y otros sitios con fotografías satelitales, en el lugar donde se localiza la comuna de Alvear aparece por error el nombre de la vecina ciudad de Villa Gobernador Gálvez.
En la localidad de Alvear se encuentra el club Renato Cesarini, fundado por el Sr. Jorge Solari, Luis Artime, los hermanos Onega, entre otros. Este club cumple una importante acción social, educando a niños y jóvenes de la zona y de distintos lugares de la Argentina. Surgieron muchísimos jugadores de este semillero, entre otros, Javier Mascherano, Martín Demichelis, Alejandro Saccone, Pablo Piatti, Santiago Solari, Esteban Solari, Leandro Gioda, Fabián Cubero, Guillermo Israelevich, Augusto Solari, y cientos de jugadores más a lo largo de su historia.